# La calle de enmedio
La Calle de Enmedio es un programa de radio español que se emite en Canal Sur Radio para Andalucía. 

## Historia
Este programa de radio comenzó a cargo de Pepe Da-Rosa Jr. e Inmaculada Jabato en 2008 para cubrir con dos programas pero con la misma denominación las mañanas de los fines de semana de Canal Sur Radio. Desde finales de 2009 es Rafael Cremades quien lleva la primera parte, continuándolo Mariló Maldonado desde otoño de 2011. En 2012 vuelve a reestructurarse volviendo a contratar a Pepe Da-Rosa Jr. tras la marcha de Cremades a las mañanas de lunes a viernes.
El programa ha ido creciendo de audiencia disputando el liderazgo en Andalucía dependiendo de las distintas oleadas del Estudio General de Medios (EGM).
Ha obtenido el Premio Unión de Actores e Intérpretes de Andalucía en su XI Edición.

## Difusión
El programa se emite todos los fines de semana de 8:00 a 14:00 los fines de semana, sábados y domingos. 
La emisión se realiza a través de todas las emisoras de Canal Sur Radio, además de las emisoras de radio de la Televisión Digital Terrestre en Andalucía y a través de la web de Canal Sur.

## Secciones

### Primera Hora
Entrevistas y actualidad de la mano de Mariló Maldonado. Desde las 8:00 hasta las 11:00.

### Segunda Hora
Desde las 11:00 hasta las 14:00, presentado por Pepe Da-Rosa y Ana Carvajal.
Son sus principales colaboradores: 
Agustín  (en el papel de "El nini", Humor)
David Jiménez (Humor)
Fran León (Vinos)
José Carlos Carmona (Literatura y Música Clásica)
José Luis Ordóñez (Cine)
José Miguel Barrrón (Restauración)
José Ramón Román (Ciencia y tecnología)
Juan Vinuesa (Teatro)
Sandra Rodríguez (Historia)
Enrique González (ciclismo y bicicletas)